# Sistema museale provinciale Polesine
Il Sistema Museale Provinciale Polesine (SMPP) è una rete di sinergia culturale che comprende ventisei realtà eterogenee tra musei, collezioni e centri di documentazione della provincia di Rovigo, un progetto di valorizzazione delle terre comprese tra i fiumi Adige e Po allo scopo di sensibilizzare i cittadini polesani al valore del patrimonio locale e in termini di promozione turistica del territorio. Il sito è stato inserito nel portale CulturaItalia, certificato dal Ministero per i beni e le attività culturali e per il turismo.

## Storia
L'SMPP è stato istituito ufficialmente nel luglio del 2003 su proposta dell’Assessorato provinciale di Rovigo, in collaborazione con la Soprintendenza per i Beni Archeologici del Veneto, partendo da sedici istituzioni museali coinvolte per incrementare l’offerta culturale polesana. 
Nel 2005 è stato sottoscritto un Prototocollo d’intesa per la realizzazione di un progetto di cooperazione intermuseale, coordinato dall’Assessorato alla cultura della Provincia e sottoscritto dalle realtà museali aderenti; in tale occasione è stato elaborato un logo comune, oltre alla creazione del Portale web. Il Sistema è cresciuto con l’obiettivo primario di implementare e connettere i musei presenti sul territorio, fornendo un’adeguata formazione degli operatori coinvolti, organizzando attività di promozione ed attuando rafforzamenti strutturali. Oltre ad attività di didattica museale, l'SMPP provvede alla programmazione di iniziative coerenti con la propria mission, quindi alla comunicazione di notizie, eventi ed attività dei ventisei istituti aderenti. La rete comprende in modo preponderante istituzioni museali di tipo archeologico ed etnoantropologico; non mancano una componente di archeologia industriale e un ridotto, ma significativo nucleo di pregevoli collezioni d’arte. Completano l’ampio ventaglio dell’offerta culturale un museo d’impresa, una casa museo e un museo del Risorgimento. Nel complesso il Sistema Museale è composto da strutture di medio – piccola entità, trainate da alcune istituzioni più note e di rilievo verso l’inclusione dei centri minori, per sfruttarne l’attrattiva e per una completa fruizione dell’offerta territoriale, coinvolgendo in particolare il pubblico studentesco.

## Progetto Pollícinum – Museo Polesine
Pollicinum nasce nel gennaio 2020 dall’intesa tra enti provinciali, regionali e statali, la Direzione Regionale Musei del Veneto (MiBACT), la Regione del Veneto, la Provincia di Rovigo e Fondazione Cariparo, l’unico progetto del Nord Italia selezionato dalla Direzione Generale Musei del Ministero per i beni e le attività culturali e per il turismo nell’ambito della seconda edizione di MuSST – Musei e Sviluppo dei Sistemi Territoriali, un progetto che propone la rilettura delle modalità di fruizione culturale, rivolta all’implementazione digitale.

### Soggetti aderenti
Adria:
- Museo archeologico nazionale di Adria
- Septem Mària Museum
- Museo d'Arte Adria e Delta (MAAD)

Ariano nel Polesine:
- Centro Turistico Culturale di San Basilio
- Collezione di ocarine di Grillara

Badia Polesine:
- Museo civico Antonio Eugenio Baruffaldi
- Collezione Eugenio Balzan

Bergantino:
- Museo della giostra e dello spettacolo popolare

Canaro:
- Museo virtuale del Garofalo (MuViG)

Castelnovo Bariano:
- Museo civico archeologico di Castelnovo Bariano località S. Pietro Polesine

Costa di Rovigo:
- Museo etnografico all'Alboron

Crespino:
- Museo delle Acque di Crespino

Fratta Polesine:
- Museo archeologico nazionale di Fratta Polesine
- Casa museo Giacomo Matteotti, Monumento Nazionale
- Museo etnografico della civiltà e del lavoro in Polesine
- Ecomuseo Mulino al Pizzon

Lendinara:
- Museo del Risorgimento (Lendinara)

Loreo:
- Antiquarium di Loreo

Pincara:
- Museo delle Antiche Distillerie Mantovani

Porto Tolle:
- Centro di Documentazione della Civiltà contadina e della pesca

Porto Viro:
- Museo della Corte di Ca' Cappello
- Museo delle Api - Centro Apicoltura di Ca' Cappellino

Rovigo:
- Museo dei Grandi Fiumi
- Pinacoteca dell'Accademia dei Concordi e del Seminario Vescovile di Rovigo

Taglio di Po:
- Museo regionale veneto della bonifica di Ca' Vendramin

Villadose:
- Museo della centuriazione romana (Villadose)